# スタウアブリッジ・ライオン

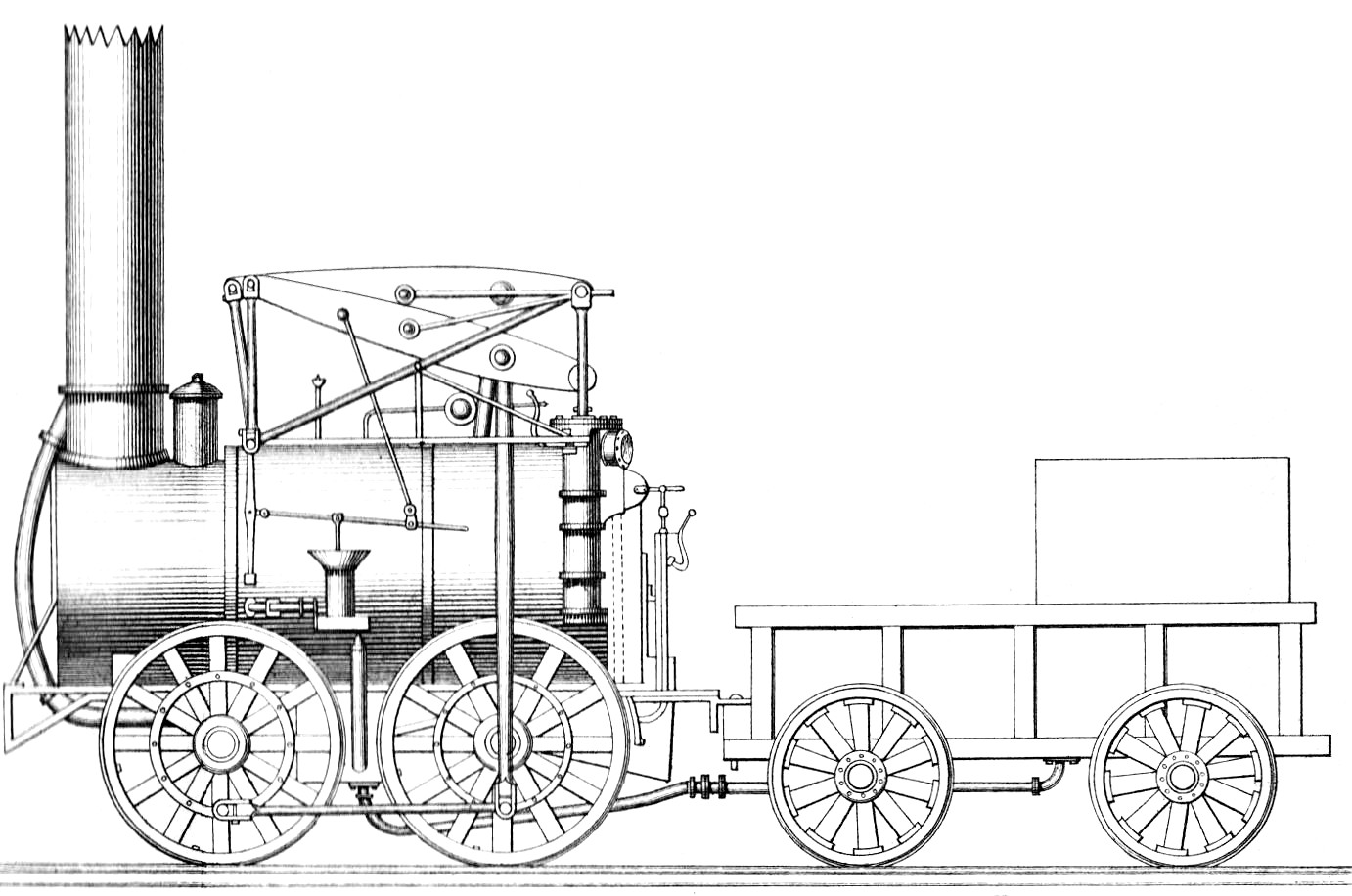
スタウアブリッジ・ライオンのリトグラフ

スタウアブリッジ・ライオン（英語: Stourbridge Lion）は、アメリカ合衆国で初めて運転された蒸気機関車であり、イギリス以外で運転された蒸気機関車としても初期のものである。名前は、1828年に機関車が製造されたイングランドのスタウアブリッジと、正面に描かれたライオンの顔の絵に由来する。

## 歴史
アメリカ合衆国でも初期の鉄道であるデラウェア・アンド・ハドソン運河は当初、1823年にニューヨークとペンシルベニア州カーボンデール周辺の炭鉱地帯を結ぶ運河を建設・運営する特許を得た。路線は当初、全体に渡って運河として計画されていたのだったが、会社の技術者は1825年頃には鉄道にすることを検討し始めていた。最初の計画は、炭鉱と運河の西の端の間に鉄道を建設して、運河の船まで石炭を輸送する手段とするものであった。
後に車軸配置4-2-0の機関車（ジャービス）を設計することになるジョン・ジャービスは、1827年にデラウェア・アンド・ハドソン運河の主任技術者に任命された。ジャービスは、いくつかのケーブル牽引式鉄道（インクライン）と、その間の水平な鉄道の組み合わせを計画した。会社の経営陣はジャービスの計画を好み、その時点ではまだ実績のなかった鉄道という技術に多少のためらいを感じつつも、建設計画を承認した。
1828年に、かつてジャービスと一緒に働いたことのあるホレイショ・アレンがイングランドに鉄道の調査旅行にでかけた。アレンを通じて、ジャービスはデラウェア・アンド・ハドソン運河において使える機関車の仕様を送った。アレンは7月に返事を送り、デラウェア・アンド・ハドソン運河用に4両の機関車を、うち3両をフォスター・ラストリック・アンド・カンパニーに、1両をロバート・スチーブンソン・アンド・カンパニーに発注したことを伝えた。
スタウアブリッジ・ライオンはフォスター・ラストリック・アンド・カンパニーに発注された3両のうちの1両であった。ただ、フォスター・ラストリック・アンド・カンパニーに発注した3両よりも、ロバート・スチーブンソン・アンド・カンパニーに発注したプライド・オブ・ニューカッスル (Pride of Newcastle) の方が先に完成した。プライド・オブ・ニューカッスルは、スタウアブリッジ・ライオンよりも2か月ほど先にアメリカに到着したが、最初の鉄道試運転で運転されたのは後になった。
機関車は出荷後、ニューヨークのウェスト・ポイント・ファウンドリーにおいて組み立てられ、そこで1829年に初めて蒸気による走行試験を行った。最初の公式走行は同年8月8日にペンシルベニア州ホーンズデールにおいて実施された。機関車は見事に走行したが、機関車を走行させるために建設された線路は不十分なものであった。ジャービスは、機関車の重量は4トンを超えないことと指定していたのだが、スタウアブリッジ・ライオンはそのほぼ2倍の7.5トンもあったのである。
フォスター・ラストリック・アンド・カンパニーは、アメリカへ出荷する3両を完成させたのち、さらに1両を製造した。このエイジノリア (Agenoria) は、スタウアブリッジ・ライオンの複製であったと考えられている。エイジノリアは1829年に製造され、ヨークにあるイギリス国立鉄道博物館に保存されている。
1834年には、資料によればデラウェア・アンド・ハドソン運河はスタウアブリッジ・ライオンおよびその関連車両について、ペンシルバニア運河委員会へ売却しようと試みたことが示されているが、この取引は成立しなかった。これらの機関車は、拡大を開始した鉄道網に対してはあまりに不適切であるとみなされたのであった。早くも1830年には、アメリカの機関車メーカーは改良された設計で独自の機関車の生産を開始していた。4両の機関車は1840年代中ごろまで、イングランド製錬鉄の鉄材供給源として利用された。
1845年時点で、スタウアブリッジ・ライオンについて残されているのはボイラーのみとなっていた。しかしボイラーはまだ機能しており、カーボンデールの工場においてさらに5年ほど、工場主がカリフォルニア・ゴールドラッシュで西へ向かうまでの間使われていた。工場は数年後、新しい所有者へ売却され、この所有者はこのボイラーの歴史的な価値を認識した。1874年にこのボイラーを1000ドル（現在の20,541ドルに相当）で売却しようとしたと伝えられている。しかし購入者を見つけることができず、自身で所有し続けることにした。
1883年に、デラウェア・アンド・ハドソン鉄道がシカゴで開かれた鉄道用品博覧会に展示するためにこのボイラーを借り受けた。不幸なことに、このボイラーの輸送に関する保安措置は緩いものであり、いまや歴史的なものとなったこのボイラーから取り外せるようなものを、記念品漁りたちがハンマーやのみなどを持ち出して剥がしてまで奪い取っていった。
ボイラーは再度保管され、最終的に1890年にスミソニアン博物館が購入した。スタウアブリッジ・ライオンに由来すると思われるいくつかの部品も保存されたが、本当にそれがスタウアブリッジ・ライオンに由来するかどうかは疑問視されている。これらの部品は、スタウアブリッジ・ライオンと同時に製造された他の機関車から取られたものの可能性もある。博物館では、残されていた部品から機関車を再現しようと何度か試みた。しかし部品の由来に疑問があり、またいくつかの重要な部品が欠けていることもあって、機関車の復元は結局完成することは無かった。ボイラーと組み立てられた部品は現在、メリーランド州ボルチモアのボルチモア・アンド・オハイオ鉄道博物館に展示されている。
デラウェア・アンド・ハドソン鉄道は1932年に、当時現存していた部品を基に起こされた図面からスタウアブリッジ・ライオンのレプリカを製作した。ウェイン郡歴史協会博物館にはフルスケールのスタウアブリッジ・ライオンのレプリカが保存されており、また多くの興味深い写真や記念品も保存されている。この博物館は、かつてデラウェア・アンド・ハドソン運河が事務所を置いていた、ホーンズデールの小さな煉瓦造りの建物にあり、スタウアブリッジ・ライオンが初めて走行した場所でもある。

## 構造
ボイラーには単純な1本の煙管が付いており、缶胴の上部から煙突が付きだしている。これは煙室ではなく、中に入って清掃するための煙室扉もついていなかった。排気蒸気管がボイラーの前に突き出しており、煙突内のブラストパイプにつながっていた。
ピストンロッドはボイラー上の1対の移動ビームにつながれていた。移動ビームのピストン側の端に取り付けられたコネクティングロッドが後輪を駆動しており、その後輪と前輪の間がカップリングロッドで連結されていた。